# Матрица распределения ответственности
Матрица RACI или матрица ответственности — инструмент для управления отношениями в команде; это таблица, с помощью которой распределяют ответственность, полномочия и роли.
Метод RACI часто называют диаграммой или таблицей, но по сути это именно матрица ответственностей.
Термин RACI (или ARCI) является аббревиатурой:
- R — Responsible (исполняет);
- A — Accountable (несёт ответственность);
- C — Consult before doing (консультирует до исполнения);
- I — Inform after doing (оповещается после исполнения).

Иногда можно встретить вариант аббревиатуры — RACIS, где
- S — supported (оказывает поддержку)

Такое кодирование используется для формирования таблицы, которая характеризует участие той или иной роли при выполнении задач в процессе.